# Xiong Foxi
Xiong Foxi (chinês: 熊佛西 1900 - 26 de outubro de 1965) foi um dramaturgo chinês educado nos Estados Unidos, famoso por seu drama experimental no Condado de Ding, Província de Hebei (1932-1937). Sua ambição era criar o drama camponês do valor educativo. Uma das peças, Sleeping on Brushwood e Tasting Gall (Woxin changdan), popularizou o tema da "humilhação nacional" através da imagem de Goujian, o rei de Yue da primavera e do outono. Ele foi o primeiro presidente da Academia de Teatro de Xangai. 